# Djouanscher Ier de Kakhétie
Djouanscher Ier de Kakhétie est un prince de Kakhétie de 786 à 807. Il est le dernier représentant de la famille des « Chosroïdes ».

## Biographie
Fils cadet d'Artchil Ier le Martyr, il règne d'abord conjointement avec son frère aîné Ioané. La Chronique géorgienne précise ensuite que Ioané s'est retiré en Egris accompagné de sa mère et de deux de ses sœurs et qu'il y serait mort rapidement. Pendant ce temps, Djouanscher reste en Kakhétie avec ses deux dernières sœurs. La plus jeune des filles d'Artchil, Chouchan, préfère s'empoisonner plutôt que d'accepter de devenir l'épouse du Khan des Khazars dont les troupes, par vengeance, ravagent le pays. Tiflis est prise par les Khazars vers 799/800 et Djouanscher capturé.
Djouansher doit également faire face à la défection de Léon II, eristhaw d'Abkhazie, qui a pour mère une fille du roi Khazar et qui se proclame indépendant en Abkhazie et en Egris vers 790. En Kakhétie même, l'autorité du prince est réduite par la révolte de Grigol qui usurpe la réalité du pouvoir et prend le titre de « Chorévêque » en 787.
C'est enfin pendant son règne qu'Adarnassé Ier de Tao, de la famille arménienne des Bagratides, dont Djouanscher a épousé la fille, développe son implantation en Géorgie.

## Mariage et succession
Djouanscher aurait épousé vers 790 Latavr, la fille d'Adarnassé Ier de Tao Bagratouni, le fondateur de la branche arménienne des Bagratides en Géorgie. 
Le couple reste sans enfant et, après la mort de Djouansher vers 807, le titre de prince d'Ibérie est reconnu par l'Empire byzantin à son beau-frère Achot Ier d'Ibérie en 813.